# Czesław Lewandowski

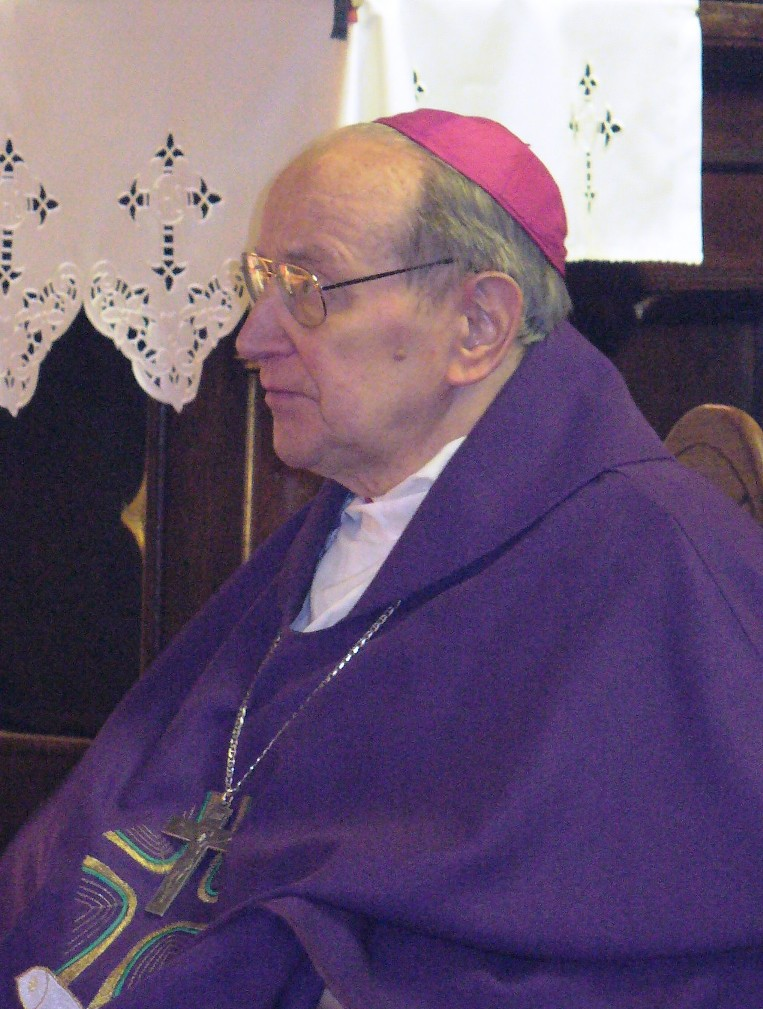
Czesław Lewandowski

Czesław Lewandowski (Koło, 15 augustus 1922 - Włocławek, 16 augustus 2009) was een Pools hulpbisschop.
Hij werd in 1950 gewijd tot priester van het bisdom Włocławek. In 1973 werd hij benoemd tot hulpbisschop van Włocławek en tot titelvoerend bisschop van Fidoloma. In 1997 ging hij met rust.
- International Standard Name Identifier: 0000 0001 1434 8874
- Virtual International Authority File: 167370574